# Knautia salvadoris
Knautia salvadoris är en tvåhjärtbladig växtart som beskrevs av fader Sennen, Szabó. Knautia salvadoris ingår i släktet åkerväddar, och familjen Dipsacaceae. Inga underarter finns listade i Catalogue of Life.